# (3325) TARDIS
(3325) TARDIS – planetoida z pasa głównego asteroid okrążająca Słońce w ciągu 5 lat i 251 dni w średniej odległości 3,18 j.a. Została odkryta 3 maja 1984 roku w Lowell Observatory (Anderson Mesa Station) przez Briana Skiffa. Nazwa planetoidy pochodzi od słowa TARDIS (skrótowiec od Time And Relative Dimension In Space, czyli czas i względne wymiary w przestrzeni), nazwy statku kosmicznego głównego bohatera brytyjskiego serialu science-fiction Doktor Who. Przed nadaniem nazwy planetoida nosiła oznaczenie tymczasowe (3325) 1984 JZ.